# فيليكس فييدفالد
فيليكس فييدفالد (بالألمانية: Felix Wiedwald)‏ (15 مارس 1990 ألمانيا - ) هو لاعب كرة قدم ألماني، يلعب كحارس مرمى.

## وصلات خارجية
فيليكس فييدفالد على موقع قاعدة بيانات كرة القدم.إي يو (الإنجليزية)
- فيليكس فييدفالد على موقع بيانات كرة القدم. دي إي (الألمانية)
- فيليكس فييدفالد على موقع Soccerbase.com (لاعب) (الإنجليزية)
- فيليكس فييدفالد على موقع Soccerway.com (الإنجليزية)
- فيليكس فييدفالد على موقع عالم كرة القدم.نت (الإنجليزية)
- فيليكس فييدفالد على موقع AS.com (الإسبانية)